# اندیس حکان گچیلو (۱)
حکان_گچیلو(۱) یک اندیس فلزی است که در حوالی شهر نوبران استان مرکزی قرار دارد و مادهٔ معدنی موجود در آن، مس است.سنگ میزبان این اندیس توف است و دیرینگی آن به دوران میوسن می‌رسد. در این اندیس، پاراژنز‌های هماتیت و بورنیت یافت می‌شوند.